# 24. januar
24. januar er dag 24 i året, i den gregorianske kalender. Der er 341 dage tilbage af året (342 i skudår).
- Timotheus dag, opkaldt efter en af Paulus' disciple. Paulus skrev to breve til Timotheus efter at han var blevet biskop i Efesos (indgår i det Nye Testamente). Han blev stenet til døde i år 97.

### Begivenheder
Født - Dødsfald
- 41 - Claudius erklæres romersk kejser af Prætorianergarden efter at denne har dræbt den foregående kejser, Claudius' nevø Caligula.
- 1522 - Kong Christian 2. får én af sine ellers tro fæller henrettet i København. Det drejer sig om hans rådgiver ærkebiskoppen i Lund, Didrik Slagheck.
- 1568 - Efter at være nået helt til Norrköping i Vintertogtet under Syvårskrigen, må Daniel Rantzau vende hjem mod Danmark igen, da han mangler krudt, bly og bøsser. Tilbagetoget bliver et mareridt, da vejret skifter mellem frost og tø, som gør vognene tunge. 14. februar når den udmattede hær atter dansk grund.
- 1848 - James W. Marshall finder guld i en flod ved Sacramento i Californien, hvilket bliver startskuddet til Guldfeberen i Californien, der for alvor tager fart det følgende år.
- 1864 - Generalløjtnant Christian de Meza får instruks fra Krigsministeriet om, at det er vigtigere at redde hæren end at forsvare Dannevirke. Hæren skal være dygtig og slagfærdig til foråret. De Meza ligger i hovedkvarter i Dannevirke.
- 1916 - I Browning, Montana, USA, registreres en temperaturforskel på 56 grader inden for ét døgn, hvilket gør det til den største målte temperaturforskel i verden. Fra 7 graders varme dagen før falder temperaturen til 49 graders kulde.
- 1943 - Advokat Ingeborg Hansen bliver den første kvinde, der procederer i Højesteret.
- 1953 - DDR's leder Walter Ulbricht meddeler, at landbruget i DDR nationaliseres og kollektiviseres.
- 1954 - Dagen efter at have overlevet et flystyrt styrter forfatteren Ernest Hemingway igen ned med et fly - og overlever igen.
- 1960 - I Algeriet gør de franske kolonister oprør mod præsident Charles de Gaulles Algierpolitik.
- 1972 - Kong Frederik 9. af Danmark begraves i Roskilde Domkirke
- 1973 - Der bliver indgået våbenhvile i Vietnamkrigen.
- 1984 - Den første Apple Macintosh kommer i handlen.
- 1997 - I Brøndbyhallen forsvarer supersvægtsbokseren Brian Nielsen sit verdensmesterskab i IBF-forbundet ved at pointbesejre den 47-årige amerikaner Larry Holmes.
- 2002 - Enron-høringerne begynder.
- 2020 - Jordskælvet i Elazığ, Tyrkiet

### Født
- 76 - Hadrian, romersk kejser (død 138).
- 1670 - William Congreve, engelsk poet og dramatiker (død 1729).
- 1679 - Christian Wolff, tysk filosof og matematiker (død 1754).
- 1705 - Farinelli, italiensk kastratsanger (død 1782).
- 1712 - Frederik den Store, preussisk konge (død 1786).
- 1776 - E.T.A. Hoffmann, tysk forfatter (død 1822).
- 1791 - Peter Hiort Lorenzen, dansk/slevisk politiker, (død 1845).
- 1843 - Evald Tang Kristensen, dansk folkemindesamler (død 1929).
- 1853 - E.B. Petersen, dansk bankdirektør og stifter (død 1927).
- 1867 - Ingrid Jespersen, dansk pædagog og rektor (død 1938).
- 1882 - Johannes Glob, dansk maler (død 1955).
- 1910 - Doris Haddock, amerikansk politiker (død 2010).
- 1916 - Rafael Caldera, venezuelansk politiker (død 2009).
- 1916 - Arnoldo Foà, italiensk skuespiller (død 2014).
- 1917 - Ernest Borgnine, amerikansk filmskuespiller (død 2012).
- 1928 - Desmond Morris, engelsk antropolog.
- 1931 - Lis Adelvard, dansk skuespillerinde.
- 1931   - Ib Nørholm, dansk komponist (død 2019).
- 1937 - Peter Kemp, dansk teolog og filosof (død 2018).
- 1939 - Steen Bostrup, dansk journalist og tv-studievært (død 2006).
- 1940 - Bjørn Tidmand, dansk sanger.
- 1940 - Kurt Thyboe, dansk journalist og forfatter (død 2021).
- 1941 - Neil Diamond, amerikansk sanger og sangskriver.
- 1943 - Helle Winge, dansk skuespillerinde.
- 1943 - Sharon Tate, amerikansk skuespiller (død 1969).
- 1945 - Per Larsen, dansk chefkriminalinspektør (død 2010).
- 1949 - John Belushi, amerikansk skuespiller og sanger (død 1982).
- 1950 - Daniel Auteuil, fransk skuespiller.
- 1950   - Gennifer Flowers, amerikansk skuespillerinde og model.
- 1956 - Hanne Krogh, norsk sangerinde.
- 1961 - Nastassja Kinski, tysk skuespillerinde.
- 1964 - Thomas Winkler, dansk diplomat.
- 1972 - Thor Grønlykke, dansk læge og lokalpolitiker.
- 1973 - Kasper Eistrup, dansk musiker og sangskriver i Kashmir.
- 1974 - Ed Helms, amerikansk skuespiller.
- 1978 - Kristen Schaal, amerikansk skuespillerinde.
- 1983 - Shaun Maloney, skotsk fodboldspiller.
- 1986 - Mischa Barton, amerikansk skuespillerinde og model.
- 2003 - Johnny Orlando, canadisk sanger.
- 2012 - Prinsesse Athena, dansk prinsesse.

### Dødsfald
- 41 - Caligula, romersk kejser (født 12) - myrdet.
- 1522 - Didrik Slagheck, dansk ærkebisp i Lund - brændt på bålet for kætteri.
- 1879 - Carl Frederik Sørensen, dansk marinemaler (født 1818).
- 1884 - Johann Christian Gebauer, dansk komponist, organist og musikteoretiker (født 1808).
- 1895 - Lord Randolph Churchill, britisk politiker, finansminister og far til Winston Churchill (født 1849).
- 1896 - Hermann Meyer Bing, dansk politiker og medstifter (født 1845).
- 1907 - Vilhelm Dahlerup, dansk arkitekt (født 1836).
- 1953 - Agnes Schmitto, dansk dyreværnsforkæmper (født 1875).
- 1965 - Winston Churchill, britisk premierminister, forfatter og modtager af Nobelprisen i litteratur (født 1874).
- 1972 - Cai Schaffalitzky de Muckadell, dansk adelsmand, søofficer, journalist og forfatter (født 1877)
- 1983 - George Cukor, amerikansk filminstruktør (født 1899).
- 1984 - Svend Fournais, dansk arkitekt (født 1907).
- 1986 - L. Ron Hubbard, amerikansk forfatter og grundlægger af Scientology (født 1911).
- 2000 - Helge Larsen, dansk politiker og minister (født 1915).
- 2001 - Leif Thybo, dansk komponist og organist (født 1922).
- 2003 - Gianni Agnelli, italiensk iværksætter og formand for Fiat (født 1921).
- 2008 - Palle Reinert, dansk sanger og musiker (født 1930).
- 2012 - Theo Angelopoulos, græsk filminstruktør (født 1935).

|  | Denne datoartikel kan blive bedre, hvis der indsættes et (bedre) billede Du kan hjælpe ved at afsøge Wikimedia Commons for et passende billede eller uploade et godt billede til Wikimedia Commons iht. de tilladte licenser og indsætte det i artiklen. |